# جاده ای۱۰ (انگلستان)
جاده ای۱۰ (به انگلیسی: A10 road) یکی از جاده‌های کشور انگلستان است.
این جاده از شهر لندن شروع و در شهر کینگز لین در شهرستان نورفک به پایان میرسد، طول این جاده ۱۴۵.۵ کیلومتر است.